# 野田壽雄
野田 壽雄（のだ ひさお、1913年2月23日 - 2004年4月8日）は北海道大学名誉教授。大阪府生まれ。

## 経歴
- 1935年3月、東京帝国大学文学部国文学科卒業　その後、関東学院中学部教諭
- 1949年6月、北海道大学法文学部助教授
- 1959年4月、北海道大学文学部教授
- 1961年6月、北海道大学評議員（1963年5月まで）
- 1967年12月、北海道大学文学部長・大学院文学研究科長（1969年12月まで）　文学部附属北方文化研究施設長事務取扱（1970年1月まで）
- 1976年4月、停年退官　北海道大学名誉教授　青山学院大学教授（1981年3月まで）[1]

## 著書
- 仮名草子集（朝日新聞社）
- 西鶴
- 近世小説史論考（塙書房刊）
- 近世初期小説論（笠間書院刊）
- 日本近世小説史 仮名草子篇
- 日本近世小説史 井原西鶴篇
- 日本近世小説史 談義本篇
- 日本近世小説史 浮世草子篇（上）